# 마치노정
마치노정(町野町)은 이시카와현 후게시군에 설치되었던 정이다.